# 哈利特 (密蘇里州)
哈利特（英語：Hallett）是位於美國密蘇里州密西西比縣的鬼鎮。

## 地理
哈利特所處的海拔為高於海平面98米（即322英呎），而該地所採用的時區為UTC-6，即北美中部時區（CST）。同時該地設有夏令時間，為UTC-6調快一小時，即UTC-5（CDT）。